# Samuel Wilson
Samuel Wilson, född 13 september 1766 i Menotomy, Massachusetts Bay-provinsen, död 31 juli 1854 i Troy, New York, var en köttförsäljare från Troy, New York, som påstås vara mannen för USA personifierad, Uncle Sam.
Han sålde kött till amerikanska armén under kriget 1812. Tunnorna han levererade köttet i var märkta U.S. (för United States) vilket kom att associeras med hans smeknamn Uncle Sam.